# اصطدام المشتري عام 2009

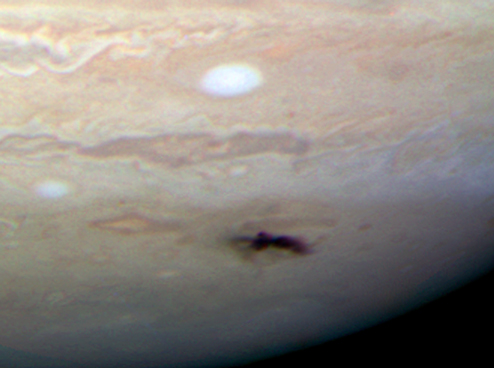
صورة من تلسكوب هابل الفضائي تبين البقعة السوداء تقدر مساحتها 5000 في 8000 كيلومتر. 24 يوليو2009

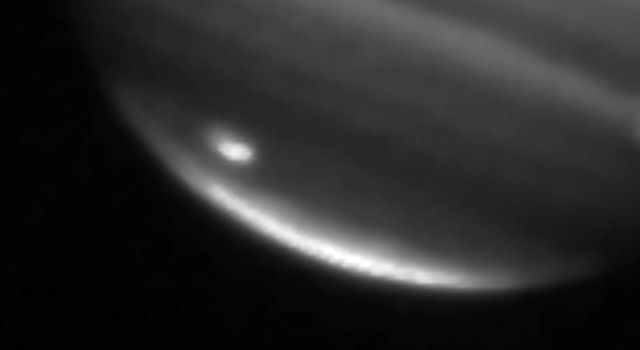
صورة بقعة اصطدام 2099 التقطتها ناسا للأشعة تحت الحمراء القريبة بواسطة مرصد مونا كيا بهاواي.

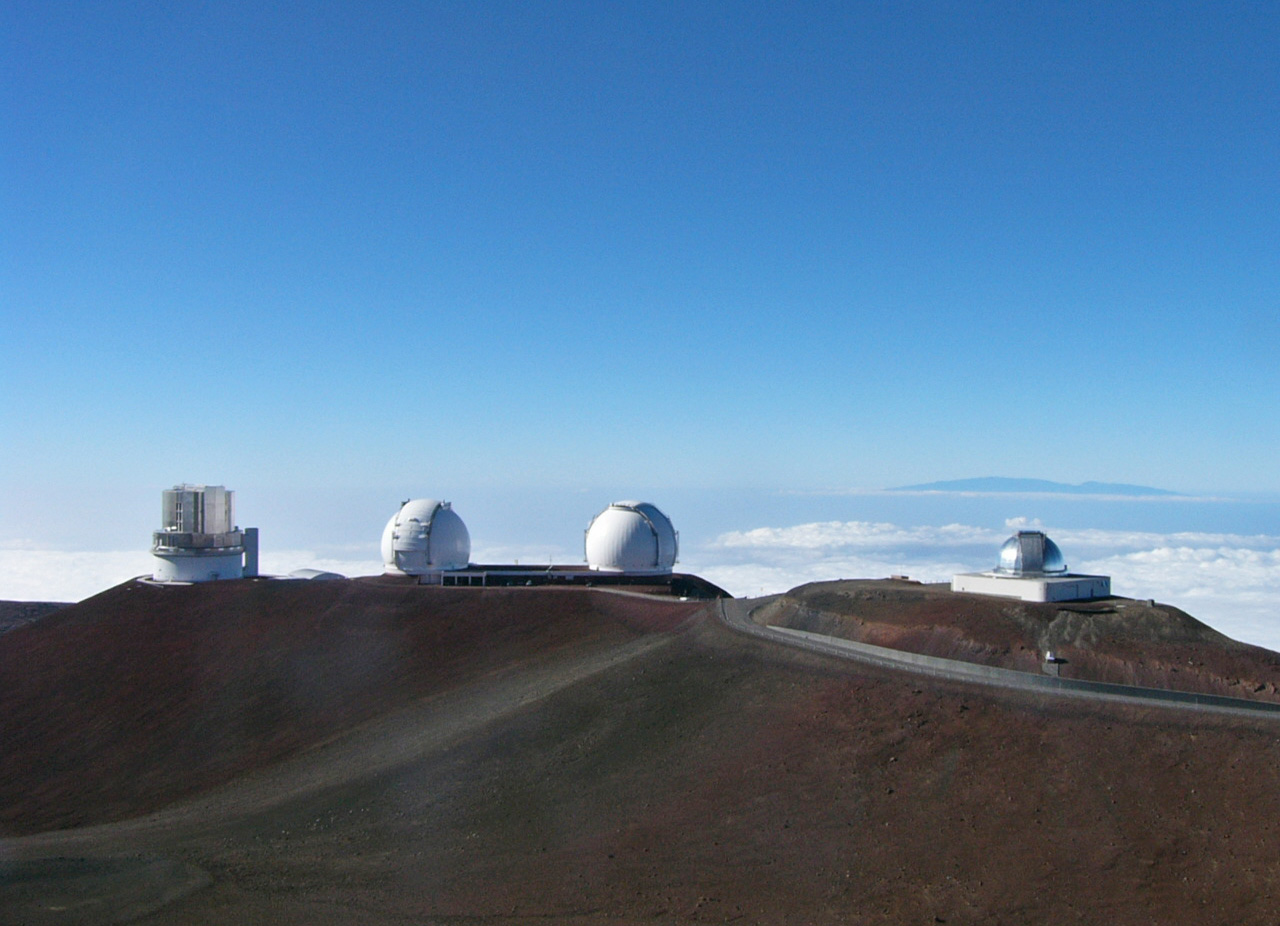
مرصد كيك (المرصدين في الوسط) ومرصد ناسا للأشعة تحت الحمراء (إلى اليمين)، على قمة «مونا كيا» بهاواي. إلى اليسار مرصد سوبارو الياباني.

اصطدام المشتري عام 2009 في الفلك (بالإنجليزية: 2009 Jupiter impact event) ويسمى أحيانا «اصطدام ويسلي». حدث في يوليو 2009 على المشتري مما خلف بقعة سوداء في الغلاف الجوي له. وتبلغ مقاييس البقعة نحو مقاييس البقعة الصغيرة الحمراء على سطح المشتري، أي يبلغ مساحتها مساحة المحيط الهادي على الأرض. ويقدر مقاييس الكويكب الذي اصطدم بالمشتري بين 200 إلى 500 متر.

## اكتشافه
اكتشف الحدث «أنتوني ويسلي» أحد هواة الفلك وذلك في الساعة 13:30 بحسب التوقيت العالمي المنسق يوم 19 يوليو 2009 (أي نحو 15 سنة بعد حدوث اصطدام شوميكار-ليفي 9 الذي كان قد حدث بين 16-21 يوليو 1994). كان ويسلي بمنزله بنيو سوث وبلز بأستراليا يراقب المشتري بواسطة تلسكوب عاكس قطره 14.5 بوصة (36.8 سنتيمترا)، ومزود بكاميرا فيديو. ويقص ويسلي القصة:
«شاهدت أولا بقعة غامقة طفيفة وحسبتها واحدة من الأعاصير التي ترى على القطب (المشتري). ولكنها دارت أكثر في اتجاه الرؤية، واتضح لي أنها لم تكن غامقة فقط وإنما سوداء، وكان لونها» أسود" في جميع القنوات بحيث تأكدت أن لونها أسود بالفعل.  "
وقام «ويسلي» على الفور وأرسل بالبريد الإلكتروني رسالات إلى بعض الفلكيين الآخرين ومن ضمنهم إلى ناسا في كاليفورنيا عن اكتشافه هذا، بغرض متابعة الحدث.

## الاكتشافات
أيد «باول كلاس» ومجموعته العلمية الحدث، فقد وجهوا تلسكوب 2 مرصد كيك بهاواي لمراقبة حدث المشتري. وبينت قياساتهم التي أجروها يوم 21 يوليو 2009 وكذلك الرصد الذي قامت به ناسا للأشعة تحت الحمراء القريبة، الموجود على قمة مونا كيا بهاواي، بينت
بقعة فاتحة اللون، وأن الحدث أدى إلى تسخين منطقة على المشتري تقدر بنحو 190 مليون كيلومتر مربع بالقرب من القطب الجنوبي للمشتري.
وبين تحليل الطيف أن غبارا وغازات تصاعدت في الأجواء العليا للمشتري وهي مماثلة لما أحدثه شوميكار-ليفي 9. وبالتقاط الأشعة تحت الحمراء القريبة بواسطة جهاز IRTF استطاعت مجموعة العلماء التي تعمل مع «جلين أورتون» قياس الأجواء العليا للمشتري وبواسطة قياس الأشعة تحت الحمراء المتوسطة استطاعوا تعيين وجود غاز الأمونيا.
وتقدر قوة الانفجار الذي حدث على المشتري بأنه أكبر ألف مرة من حدث وقوع كويكب فوق تونجوسكا في سيبيريا عام 1908.
. (أي يقدر بأنه أشد نحو مليون مرة من قنبلة هيروشيما.)
وسوف يقوم العلماء بقياسات ودراسات مستفيضة بأجهزة مختلفة يستخدمون من ضمنها مرصد كيك  وتلسكوب هابل الفضائي و STS-125
الذي شيد حديثا، وكذلك Wide Field Camera 3.

## اقرأ أيضا
- ديب امباكت
- شوميكار-ليفي 9
- إلكروس
- ستارداست (مركبة فضاء)
- برنامج سيرفيور
- المشتري
- غاليليو (مركبة فضائية)
- انفجار تونغوسكا
- أحداث الاصطدام على كوكب المشتري